# Ticomán

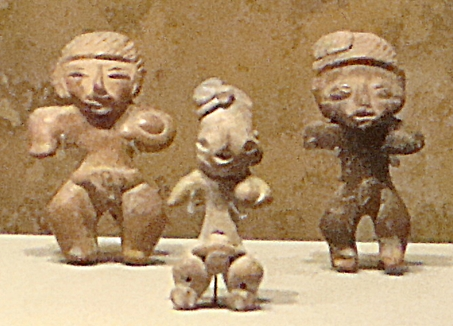
Figurillas de cerámica procedentes de Ticomán. Representan a jugadores de pelota.

Ticomán es un yacimiento arqueológico ubicado en la alcaldía Gustavo A. Madero, en la Ciudad de México. Corresponde a una antigua aldea del Período Preclásico mesoamericano, cuyos pobladores podrían haber sido otomíes. Fue una población contemporánea de Tlatilco, Cuicuilco, El Arbolillo y Zacatenco.

## Localización
Ticomán era una aldea que se localizaba en la ribera noroeste del lago de Texcoco. Al norte de su emplazamiento se encuentra la sierra de Guadalupe. Algunas aldeas cercanas a Ticomán fueron Tlatilco y Zacatenco.
El origen del nombre que lleva este pueblo viene de Tepecoma o Tecota, que significa cerro hecho a mano.

## Datos arqueológicos
Ticomán fue una aldea agrícola que da cuenta de los procesos sociales que precedieron el surgimiento de las organizaciones estatales en Mesoamérica. La evidencia arqueológica permite observar que la sociedad de Ticomán estaba estratificada, pero estaban organizados en una jefatura. El yacimiento de Ticomán fue explorado por Franz Boas. Los hallazgos han servido para construir la cronología del valle de México durante el Preclásico.
La cerámica típica de la fase Ticomán se ha encontrado en varios sitios del centro de México, además de Ticomán, en Temamatla (Ramírez et al., 2000: 100-118)  y el valle del Mezquital (Hernández Reyes, 2004: 158). De acuerdo con Ramírez et al. (2000: 161), la cerámica de la fase Ticomán es una cerámica otomí. Dadas sus similitudes estilísticas con la cerámica Coyotlatelco del Epiclásico en el centro de México, esta última también sería una cerámica de origen otomí, aunque pudiera haber sido manufacturada por pueblos de diversas identidades étnicas.